# Gottfried von Neureuther
Gottfried von Neureuther (Mannheim, 22 gennaio 1811 – Monaco di Baviera, 12 aprile 1887) è stato un architetto tedesco noto per i suoi progetti di edifici neorinascimentali.

## Opere
(lista parziale)
- 1845: Bahnhöfe der Strecke Lichtenfels - Hof
- 1848: Bahnhöfe der Strecke Würzburg - Kahl
- 1850: Bahnhof Haßfurt
- 1851-1856: Gli edifici della stazione ferroviaria di Würzburg
- 1864-1868: Neubau dell'Università tecnica di Monaco di Baviera
- 1872-1874: Eisenbahndirektionsgebäude a Ludwigshafen
- 1872-1874: Villa di Paul Heyse a Monaco di Baviera
- 1872-1875: Villa Wendlandt a Bolzano
- 1874-1884: Accademia delle belle arti di Monaco di Baviera